# Alyxia poyaensis
Alyxia poyaensis là một loài thực vật có hoa trong họ La bố ma. Loài này được (Boiteau) D.J.Middleton mô tả khoa học đầu tiên năm 2002.